# Bouleternère
Bouleternère is een gemeente in het Franse departement Pyrénées-Orientales (regio Occitanie) en telt 643 inwoners (1999). De plaats maakt deel uit van het arrondissement Prades.

## Geografie
De oppervlakte van Bouleternère bedraagt 10,6 km², de bevolkingsdichtheid is 60,7 inwoners per km².

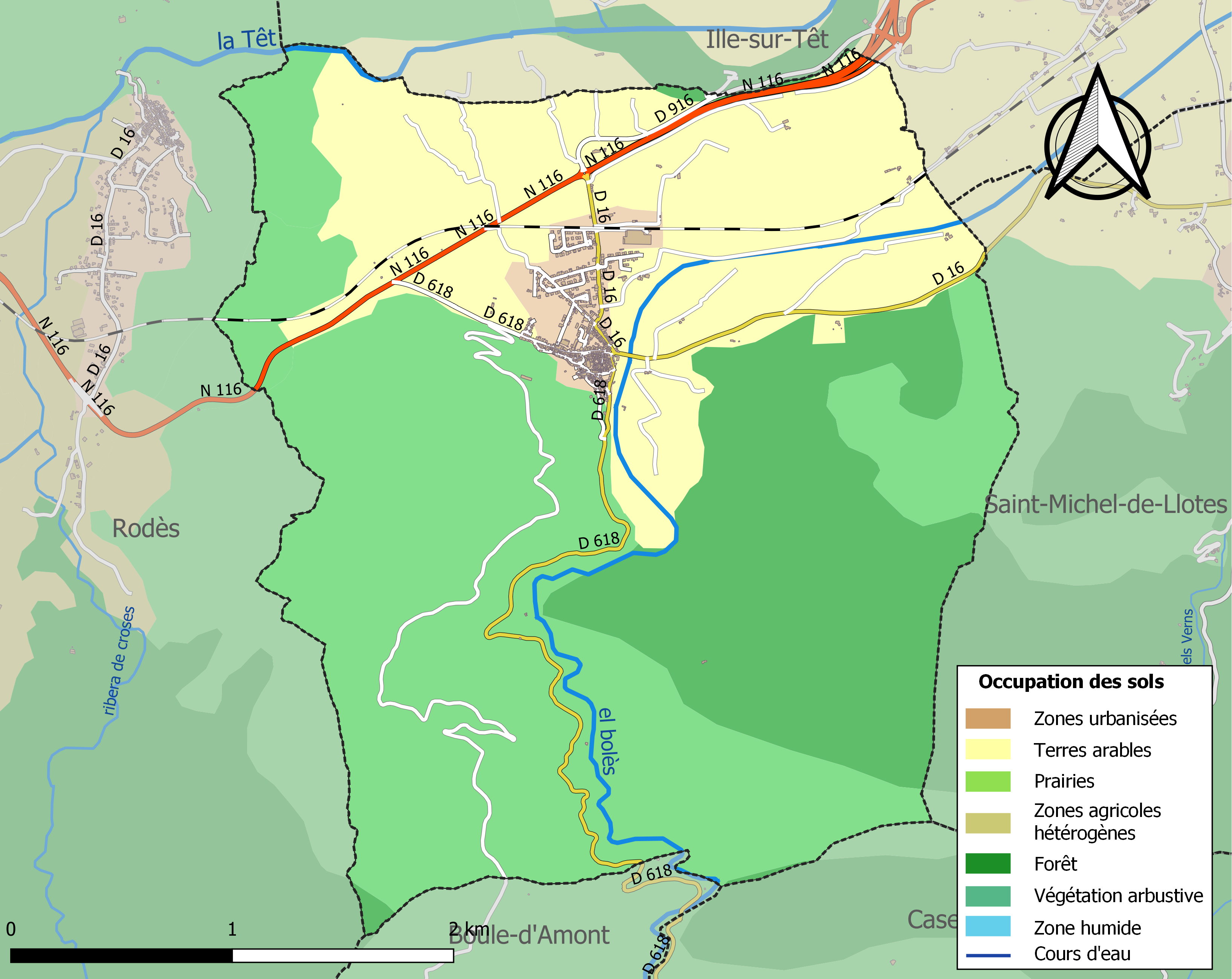
Kaart van de gemeente met de belangrijkste infrastructuur, bodemgebruik en omliggende gemeenten

## Demografie
Onderstaande figuur toont het verloop van het inwonertal (bron: INSEE-tellingen).